# 北上回漕会社
北上回漕会社（きたかみかいそうがいしゃ）は、岩手県盛岡市にあった舟運業者。東北本線が存在しなかった明治時代に、石巻港と北上川河岸を結ぶ舟運航路を運航していた。

## 北上回漕会社前史
岩手県は、江戸時代より、南部藩、伊達藩領内ともに、年貢米の輸送等に、北上川の舟運を利用していた。
南部藩においては、北上川の舟運は寛永年間（1624年～1643年）に始まった。盛岡城に程近い、現明治橋のたもとの辺りに、盛岡の積出港として「新山河岸」があった。そこから黒沢尻（現北上市）までは、小繰舟（おぐりぶね）という小型の舟（米100俵積載）で進み、北上川が多少広くなる黒沢尻にて、大きく、かつ浅い水深を航行できる平田舟（ひらたぶね）に積み替えられ（米350俵積載）石巻港まで運ばれた。黒沢尻は藩境であり、遠野や大船渡からも、品物が集まる集積地であったため、藩蔵や川留番所なども置かれた。石巻には、黒沢尻同様に、南部藩の御用蔵が置かれ、石巻港から千石船で江戸へと運ばれていた。
その行程は、盛岡から石巻間（200km）を、下り3.5日、上り14日を要した。流れの強い場所では、陸から舟を引いて進む必要があり、そのような場所では川に沿って「舟引道」が作られた。
南部藩は、1673年（寛文13年）から2年をかけて盛岡城下の河道を直線化する付け替え工事を行い、新たに堀割された川を「新川」と名づけた。
仙台藩では、1605年（慶長10年）に、佐沼城に入った伊達氏家臣、白石宗直の手により、北上川の流路の変更に着手。5年の歳月をかけて、北上川を米谷（現登米市東和町米谷）へと湾曲させ、二股川に合流させる「相模土手」を作ったことに始まる。
伊達政宗は、仙台藩の発展のためには北上川の改修と活用は欠かせないとして、北上川流路の大改造を決断、川村孫兵衛を招聘して、1623年（元和9年）から4年の歳月をかけて、北上川の大改修工事を行った。これは、北上川、迫川、江合川の三川を一本化するものであり、この工事の完成以後、北上川の舟運は大発展し、その河口に位置する石巻は、南部藩、伊達藩の年貢米の一大集積地となり、陸奥の物流の中心港としての地位を確立した。伊達領内の北上川沿いには、51箇所の河岸が存在した。

### 藩政時代の航路
盛岡（新山河岸）  –  郡山（紫波町日詰。八戸藩御蔵）  –  花巻  –  黒沢尻  –  （藩境）  –  三ヶ尻（金ケ崎町三ヶ尻）  –  八幡（奥州市水沢区北館）  –  下川原（奥州市江刺区愛宕）  –  跡呂井（奥州市水沢区真城）  –  田茂山（奥州市水沢区羽田）  –  下姉体（奥州市水沢区姉体）  –  黒石（奥州市水沢区黒石）  –  六日入（奥州市前沢区大曲）  –  跡呂井（奥州市前沢区跡呂井）  –  赤生津（奥州市前沢区赤生津）  –  狐禅寺（一関市狐禅寺）  –  薄衣（一関市薄衣）  –  石巻

## 北上回漕会社の誕生
明治時代になると、南部藩、仙台藩が消滅し、地租の貢納が廃止されて総ての税は金銭納入と改革されたので、年貢米の輸送はなくなったため、官営の米穀倉庫やその運輸に利用していた艜舟が払い下げられて回漕業が民間に移されたが、産業発展の流れの中で人や物流の需要は高まっており、北上川舟運の重要性はますます高くなった。
そうした中、盛岡の斉藤市太郎や、黒沢尻の阿部嘉兵衛らの手による舟運が開始された。盛岡新山河岸から石巻港まで月三回の運航であった。
そして、1885年（明治18年）には、盛岡の財界人の出資による民間会社、「北上回漕会社」が創立。東北本線が開通する前の時代に、盛岡から石巻までの貨客船事業を開始、一時は藩政時代を凌ぐ繁栄を謳歌した。本社を盛岡市中の橋（現岩手銀行中の橋支店）に、支店を石巻に置いた。 石巻港の船着場は、現在の住吉公園に存在していた。
この航路は、黒沢尻まで小繰舟、狐禅寺まで平田舟（大型艜舟）、石巻まで川蒸気船という、3種類の舟を駆使して運航されていた。うち、蒸気船は、狐禅寺と石巻の間を毎日運航し、大いに活用された。
1861年（明治24年）以降は、鉄道東北本線の開通により、小繰舟や平田舟を使った盛岡 - 狐禅寺間の舟運は、すぐに衰退に向かったが、狐禅寺 - 石巻航路は、大船渡線開通まで地域の足として生き延びた。特に、気仙沼街道の起点にあたる薄衣は、一ノ関から気仙沼へと向かう乗客の中継点となり、石巻航路のみならず、狐禅寺 - 薄衣航路も設定され、大いに賑わった。

### 北上回漕会社航路
盛岡  –  花巻  –  黒沢尻（小繰舟）
黒沢尻  –  下河原  –  跡呂井  –  狐禅寺（平田舟）
狐禅寺  –  薄衣  –  石巻（外輪蒸気船）

## 沿革
- 1885年（明治18年）  –  盛岡市の財界人の出資により、北上回漕会社が設立（資本金1万5千円）。初代社長は大矢精助
- 1887年（明治20年）  –  幸田露伴が旅行の途上、狐禅寺から石巻まで蒸気船に乗る。その道中を、「両岸景色おもしろし。いわゆる一山飛で一山来るとも云うべき景にて、眼忙しく心ひまなく、句も詩もなきも口惜しく、淀の川下りの弥次よりは遥かに劣れるも、さすがに弥次よりは高き情をもてる故なるべしとは負惜みなり」と記す。[13]
- 1890年（明治23年）  –  日本鉄道（現東北本線）盛岡駅開業。これ以降、北上川の舟運が急速に衰退する。
- 1912年（明治45年）  –  盛岡中学（現盛岡第一高等学校）在学中の宮沢賢治が、修学旅行で蒸気船に乗船、石巻へと向かう。盛岡駅から一ノ関駅で下車し、そのまま徒歩で4kmの距離を歩いて狐禅寺へ向かい、「岩手丸」に乗り込んだ。[14] 同年、石巻運送合資会社と合併。
- 1913年（大正2年）  –  資産および航路権を石巻運送合資会社に売却して、会社の歴史に幕を閉じる。[10]